# O Reboledo
O Reboledo es una aldea situada en la parroquia de Río, del municipio español de Río, en la provincia de Orense, Galicia.

## Geografía

### Situación
Desde España puede accederse por la Autovía Madrid-Coruña hasta Ponferrada, para coger la carretera nacional 120 hasta A Rúa, y desde allí la 536 que nos llevará hasta a Pobra de Trives y desde allí hasta el cruce de As Guistolas, donde nos incorporamos a la comarcal OU-0706 hasta O Reboledo. Otra variante es acceder por la Autovía Madrid-Coruña hasta Ponferrada, donde nos incorporamos a la carretera nacional 120 hasta Quiroga, donde nos dirigiremos a San Clodio y desde allí por la carretera Quiroga-Alto de Cerdeira subir el puerto de A Moa hasta San Xoan de Río, y desde aquí, por la comarcal OU-0706 hasta O Reboledo. Finalmente, podemos acceder por la autovía de As Rías Baixas desde Benavente hasta A Gudiña, y en este pueblo cogeremos la carretera que pasa por Viana hasta Freixido, donde nos incorporamos a la antigua carretera Ponferrada-Orense (556) hasta As Guistolas, donde definitivamente enlazamos con la comarcal OU-0706. 

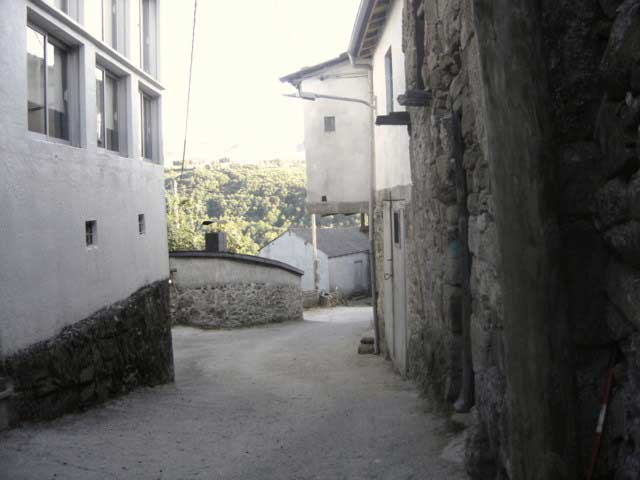

El entorno:  Por la mencionada carretera 536 O Reboledo está a unos 8 km de Puebla de Trives, 14 de Castro Caldelas, 22 de A Rúa, 35 de O Barco, y 67 de Orense.  La estación invernal de Cabeza de Manzaneda se encuentra a unos 20 km.  Muy cerca está la aldea de A Ponte Navea, con la Vía Nova (ramal de la Vía de la Plata) y un puente romano reconstruido en la Edad Media, al igual que los puentes de A Cabalar y Bibei, algo más lejos.  La ruta de A Fraga, con sus casi impenetrables bosques de robles y castaños, las riberas del río Bibei y As Guistolas con el paraje de As Tapadas, son los atractivos naturales más interesantes y próximos. El paraje de Os Biocos, en la sierra de San Xoán de Río, es otro de los lugares ineludibles en las rutas turísticas.  

### Descripción
O Reboledo es una de las más pequeñas aldeas de la zona, rodeada de minúsculas huertas, prados, e impenetrables bosques de castaños, robles, retamas, toxos, fentos (helechos). Está situada en la vertiente norte del río Navea, afluente del Bibei, y en el entorno de la calzada romana de la Vía Nova (calzada secundaria integrada en la Vía de la Plata), que todavía conserva tres puentes en las proximidades (A Ponte Navea, Cabalar y Bibei).  Se trata, en definitiva, de un entorno único para disfrutar de la naturaleza, la historia, gastronomía y las tradiciones de la Galicia rural.

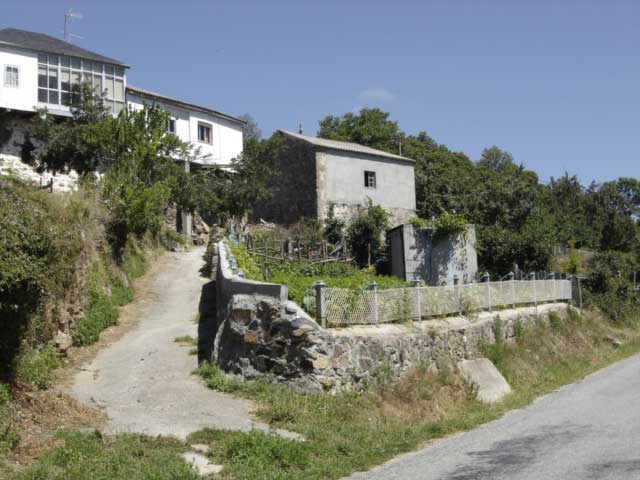

Actualmente residen 6 habitantes, que ocupan cuatro casas, aunque en el verano regresan muchos descendientes de emigrantes, pudiendo alcanzar los 20 habitantes en el mejor de los casos distribuidos en 9 casas. La aldea tiene una superficie aproximadamente de una hectárea, con dos calles (La carretera vieja Mouruas-A Ponte, y el camino Guistolas-Mouruas) en torno a las cuales se yerguen las construcciones existentes:  casas, pajares, cuadras, bodegas.  Está rodeada de bosques de castaños, robles, prados y algunas huertas.  O Agro, Liñares, As Fontes, As Penas, A Cortiñeira, o Horto de Abaixo, A Cortiña Nova, Os Abeledos, Os Trigas, son algunas de las denominaciones de los parajes más importantes que se encuentran dentro del "término territorial" de la aldea, donde se ubican las viejas explotaciones agrícolas, ganaderas y forestales. 

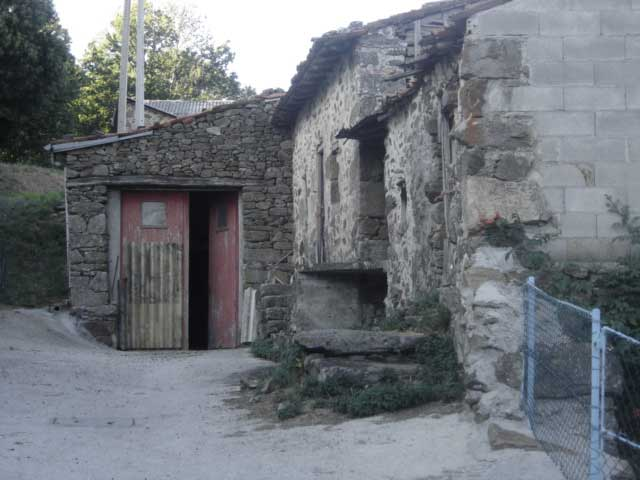

### Clima y paisaje
El clima de zona tiene unas características típicas de las regiones de transición entre clima oceánico y clima mediterráneo 

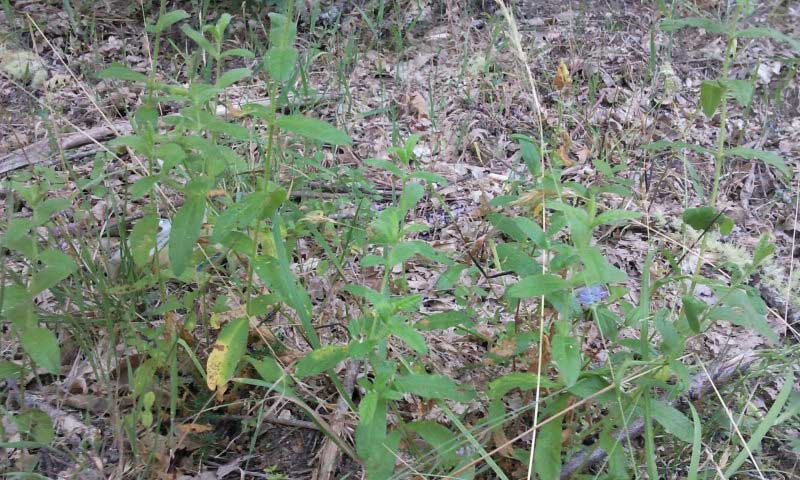
Meldrastros

continentalizado, como sucede en muchas zonas del interior de Galicia.  Dependiendo de la época del año, nos encontramos con un clima más o menos similar al Mediterráneo de interior o al oceánico de transición al mediterráneo. En invierno las temperaturas son frías por regla general, con abundantes heladas nocturnas, nieblas, y algunos días de nieve.  En las estaciones equinocciales abundan las precipitaciones y temperaturas más suaves, con unas características climáticas muy próximas al clima oceánico, salvo por unas amplitudes térmicas diarias y mensuales mucho mayores.  En verano llueve poco, las temperaturas diurnas pueden ser bastante elevadas, parecidas al clima mediterráneo de interior, pero por la tarde-noche y noche las temperaturas son "frescas".

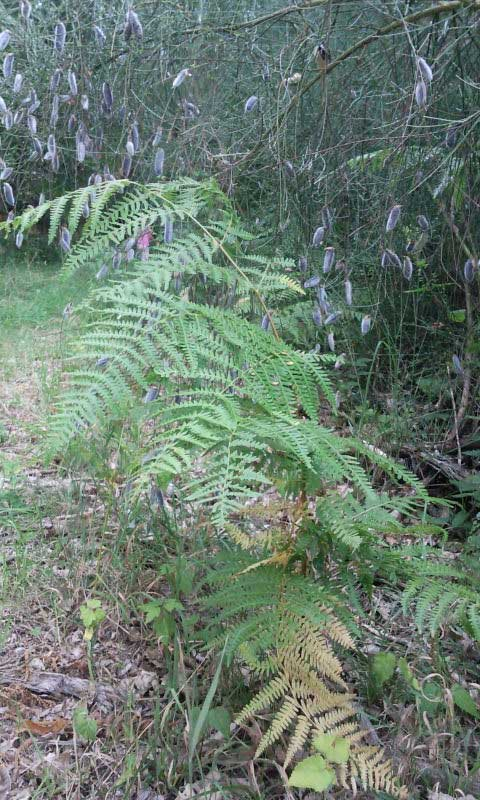
Helechos

La vegetación autóctona está muy antropizada, aunque el abandono reciente de las explotaciones ha hecho que se recuperen los paisajes autóctonos en cierta forma.  La vegetación original se enmarca dentro de la región biogeográfica eurosiberiana de transición, caracterizándose por un paisaje de matorral y bosque, con "islas" de prados artificiales y zonas de cultivo.  Existe una variedad enorme de especies, aunque las más características son el roble (carballo o quercus robur)y el castaño, entre los árboles, y matorrales o monte bajo de retamas (xestas), zarzas (silvas), helechos (fentos), meldrastros, tojos (toxo) piornos o rebollos (quercus cerquiño), ortigas...  En los setos que separan las parcelas abundan también salgueiros, avellanos, laurel, y e zonas de particular humedad y temperatura también podemos encontrar lavanda, tomillo y orégano.  

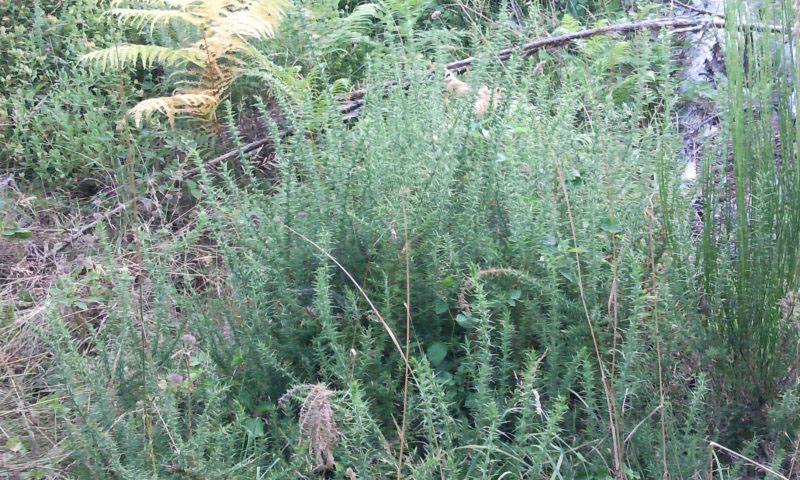
Toxos

El hombre ha introducido el castaño hace centenares de años, integrándose así en el paisaje original con ejemplares de gran belleza, formando los típicos bosques o sotos, que al estar abandonados actualmente resultan casi impenetrables, al igual que los bosque de carballos, con una densa capa de matorral de retamas, zarazas y helechos.  Actualmente se asiste con impoencia a la extensión de una enfermedad que va secando los castaños poco a poco.  A este paisaje típico se unen los prados, separados por setos vegetales o por paredes de piedra granítica, típicos de la Galicia de landas, aunque muy antropizada. El bosque de ribera en las orillas del río Navea y la célebre A Fraga, son los dos atractivos más importantes de la zona.
La fauna, además de la ganadería doméstica (ganado vacuno fundamentalmente, aunque cada vez en menor proporción), se caracteriza por la existencia de especies típicas.  Algunas habían casi desaparecido, pero que las políticas de repoblación han conseguido restablecerlas  e introducir especies nuevas (jabalí, corzo).  Entre los reptiles encontramos lagartijas y lagartos comunes, escanceres, culebras no venenosas y alguna víbora venenosa, y los habituales sapos y ranas.  El conejo, muy abundante antes, ha sufrido diversas epidemias y actualmente se ve poco.  Abundan, en las zonas altas de Mouruas la perdiz, y en O Reboledo los típicos gorriones, golondriñas, bubelas, lavandeiras, cuco, pegas, avez rapaces (búho común o gallego, curuxa), etc.  Muy abundantes, actualmente, son el jabalí y el corzo, sobre todo en las zonas 

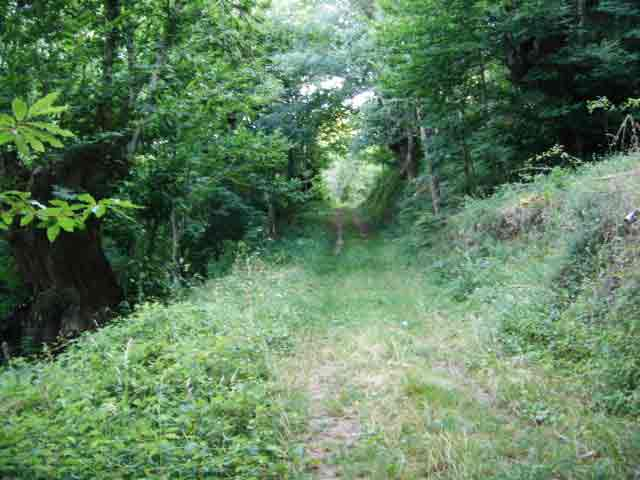
Castaños

boscosas de A Fraga y entre la aldea y el río Navea, conviviendo con el zorro, que nunca ha desaparecido, garduñas, la típica gunicela y otras.  El lobo, muy abundante en épocas pasadas, se está recuperando, pero todavía aparece muy escasamente en la zona, ya que por el momento la repoblación se ha centrado más en las zonas montañosas del sur de la provincia o en comarcas próximas como San Xoán de Río, Cabeza de Manzaneda, etc.). La trucha abunda en el río Navea, y otras especies piscícolas en el pantano de As Guistolas.

### Demografía
| Gráfica de evolución demográfica de O Reboledo entre 2000 y 2023 |
|                                                                  |
| Datos según el nomenclátor publicado por el INE.                 |

## Economía
Su economía se ha basado siempre en la explotación ganadera y agrícola, con pequeñas propiedades compuestas por múltiples parcelas (minifundismo).  El aprovechamiento de la leña de castaños y robles, la madera de las mismas especies, y el fruto, sobre todo de la castaña, ha sido muy importante históricamente.  La agricultura de regadío en las huertas colindantes a la aldea y de secano en las tierras altas de Mouruas y San Xulian para sembrar cereal,completaban la producción agrícola destinada al autoconsumo o la venta de los excedentes de algunos productos: terneros, cerdos y patatas en épocas pasadas, la tradicional castaña...  

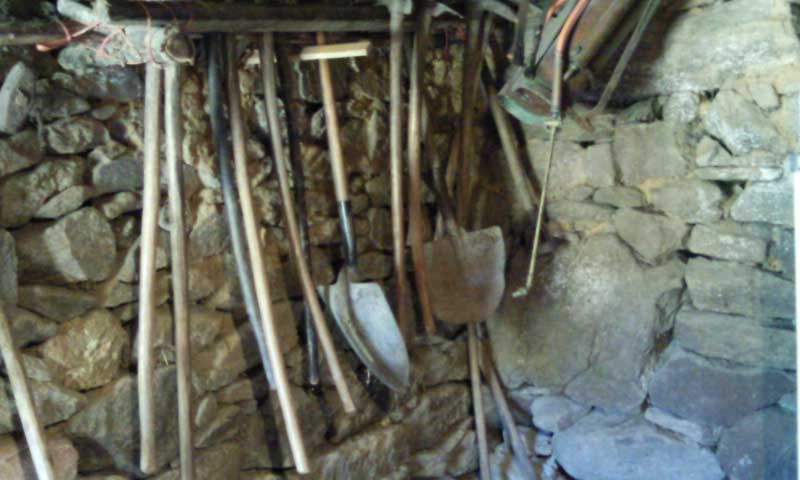
Aperos de labranza

La ganadería era la explotación fundamental, dado lo agreste del relieve y la existencia de prados naturales y artificiales.  Las vacas, como en toda Galicia, formaban parte esencial del sustento económico y de la tradición cultural de la zona.  De ellas se obtenía leche y carne, se vendían los terneros, y se utilizaban para trabajar el campo.  La forma de explotación estaba a medio camino entre la ganadería estabulada (por la noche y en períodos de climatología adversas, alimentadas en el establo con heno) y pastando al aire libre durante el día y en períodos de climatología apropiada.

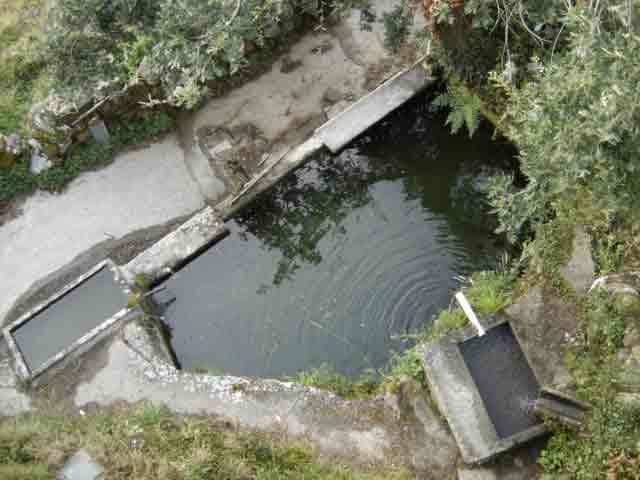
A pia

La ganadería vacuna se completaba con la cría y matanza del cerdo (también se vendía el excedente), gallinas, alguna cabra u oveja, y el típico burro o caballo para transporte.
Muy importante para la economía local ha sido la emigración temporal o definitiva.  Tradicionalmente sus habitantes emigraban por temporadas a otras partes de España para dedicarse a dos oficios muy antiguos y tradicionales:  Afiladores (Vaciadores) o Castradores (capadores).  Buena parte de los ingresos en metálico procedían de estos oficios. Desarrollaban su labor por temporadas en "Castilla", desde Zamora hasta Albacete.  De esta comarca, muchos acabaron emigrando definitivamente, y algunos instalándose en pueblos y ciudades castellanas con negocios dedicados al afilado y venta de cuchillos, tijeras (talleres de afilar).

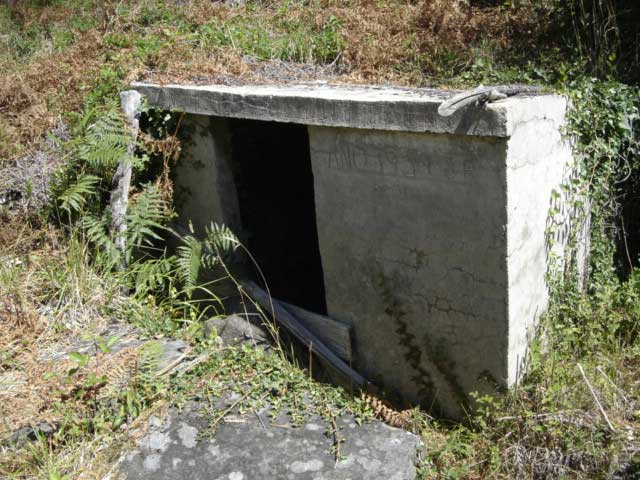
A Fonte

Desde finales de los años 50 del siglo XX será importante la aportación de salarios procedentes de las obras hidráulicas de la zona, aunque también se iniciará la emigración a Alemania, Francia, y definitivamente a Cataluña, País Vasco, Madrid, despoblando definitivamente la comarca y la aldea.
En muchas casas de O Reboledo se guardan con cariño muchos aperos tradicionales de labranza o relacionados con la explotación económica típica. La aldea conserva muchas de las casas tradicionales, de piedra, con la cuadra en el piso bajo, el piso noble encima, y el desván bajo el tejado, cubierto de tejas tradicionales o pizarra.  Existe un horno comunitario reconstruido por los vecinos en la década de los 90 y que ahora apenas tiene uso, pero que en su momento servía para cocer el pan o asar la carne para las festividades.  Así mismo existen dos pilones para abrevar el ganado y lavar la ropa, y una alberca (o pozo) que distribuye el agua de riego.